# Solms-Hohensolms-Lich

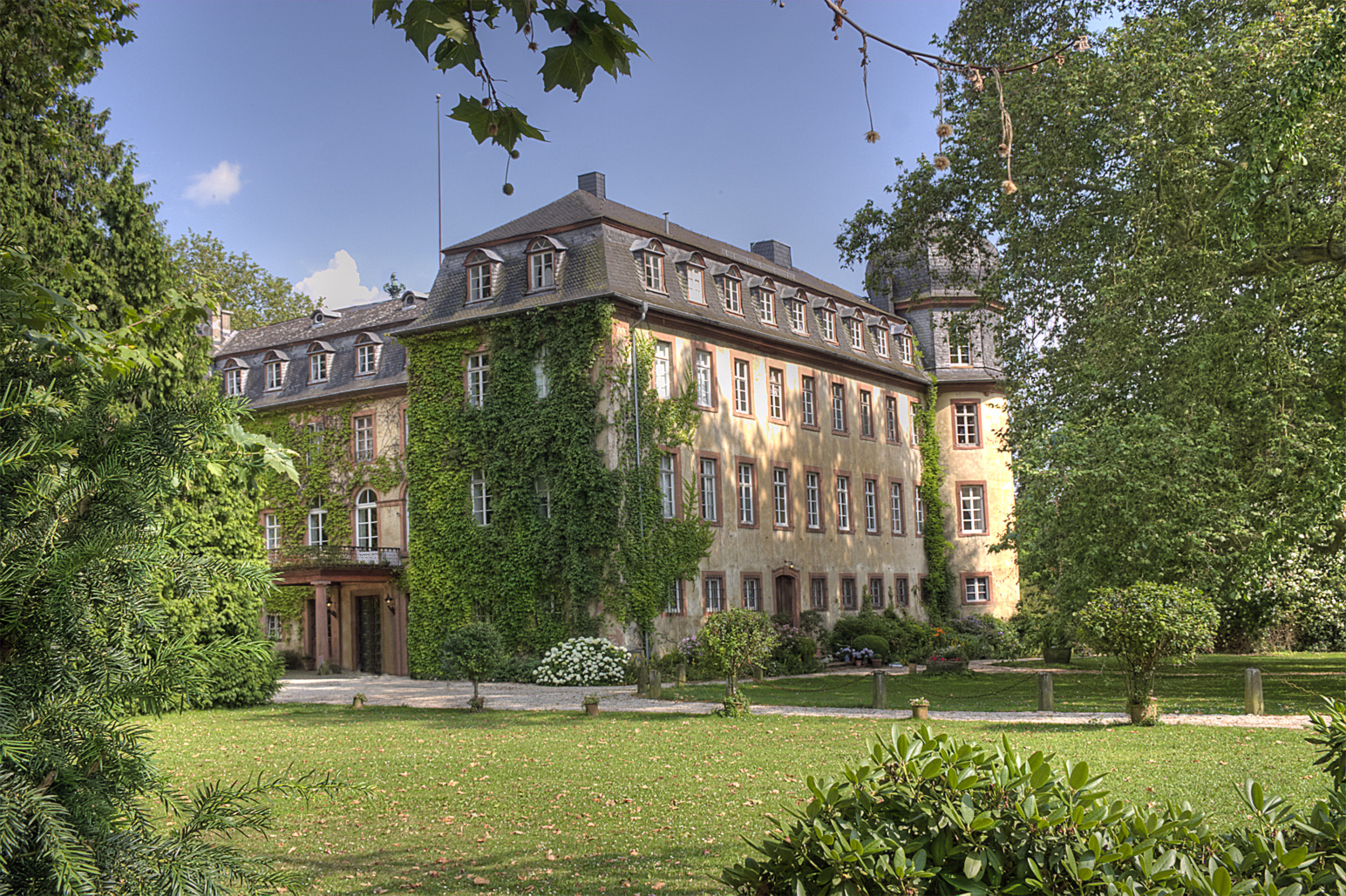
El castillo principesco de Lich, Hesse.

Solms-Hohensolms-Lich fue un Condado en Hesse, Alemania. Originalmente fue creado como unión de Solms-Hohensolms y Solms-Lich, y fue elevado a Principado en 1792. Solms-Hohensolms-Lich fue mediatizado a Austria, Hesse-Darmstadt, Prusia y Wurtemberg en 1806. La Casa de Solms tuvo su origen en Solms, Hesse.

## Gobernantes de Solms-Hohensolms-Lich

### Condes de Solms-Hohensolms-Lich (1718-1792)
- Federico Guillermo de Solms-Hohensolms (1718-44)
- Carlos Cristián (1744-92)

### Príncipes de Solms-Hohensolms-Lich (1792- presente)
- Carlos Cristián (1792-1803)
- Carlos Luis Augusto (1803-07) - Mediatizado en 1806
- Carlos (1807-1824)
- Luis (1824-1880)
- Hermann (1880-1899)
- Carlos (1899-1920)
- Reinardo (1920-1951)
- Philipp-Reinhard (n. 1934)
  - Heredero: Carl-Christian (n. 1975)

- Datos: Q522166